# Гнатовська Олена Борисівна
Гнатовська Олена Борисівна (рос. Гнатовская Елена Борисовна; 10 березня 1949, Орел, Росія — 2007, Харків, Україна) — українська композиторка, піаністка, педагог.

## Освіта
Закінчила Харківський інститут мистецтв ім. І. П. Котляревського за класом фортепіано Гельфгата Г. Л. в 1974 році і за класом композиції Клебанова Д. Л. в 1979 році. У 1986 році закінчила асистентуру-стажування в Київській державній консерваторії ім. П. І. Чайковського за класом композиції професора Ю. Я. Іщенко.

## Професійна діяльність
З 1984 року Олена Гнатовська стала членом Спілки композиторів України. Гнатовська працювала в Харківському інституті мистецтв ім. І. П. Котляревського на кафедрі загального та спеціалізованого фортепіано. Творчість Гнатовскої включає камерно-інструментальні, вокальні та симфонічні жанри. Особливе місце в творчості займає фортепіанна музика для дітей (близько 50 творів). Твори О. Б. Гнатовскої виконуються як в Україні, так і за її межами: Росія, Ізраїль, США.
Олена Гнатовська активно вела і громадську діяльність. Довгі роки вона була постійним членом журі на міжнародних дитячих фестивалях російської та польської музики, які проводить дирекція ДМШ № 13 разом з управлінням культури Харківської облдержадміністрації і Російським і Польським товариствами.

## Список творів О.Гнатовскої
- Концерт для фортепіано з оркестром № 1 у 3-х частинах. 1979 р.
- Концерт для скрипки з оркестром № 1 в 2-х частинах. 1979 р.
- Концерт для фортепіано з оркестром № 2. 1986 р.
- Концерт для віолончелі з оркестром. 1984 р.
- Концерт для скрипки і камерного оркестру. 1995 р.
- «Лірична поема» для скрипки і камерного оркестру. 1986 р.
- Концерт для фортепіано з оркестром № 3 (1-я частина).
- «Роздуми» для тромбона і камерного оркестру. 2000 р.
- Концерт для скрипки з оркестром № 2 у 3-х частинах (в клавірі). 1990 р.
- «Поема» для симфонічного оркестру. 1983 р.
- Симфонія в 4-х частинах (в клавірі). 1988 р.
- «Балетна сцена» для симфонічного оркестру. 2002 р.
- Варіації на авторську тему для симфонічного оркестру. 2004 р.
- Подвійні варіації для симфонічного оркестру 2006 р.
- Симфонієта в 4-х частинах для симфонічного оркестру 2006 р.

### Камерні ансамблі
- Квартет для двох скрипок, альта і віолончелі № 1 в 4-х частинах. 1984 р.
- Тріо для скрипки, віолончелі та фортепіано.1995 р.
- Тріо для струнних (скрипка, альт, віолончель). 1997 р.
- Тріо пам'яті Д. Л. Клебанова для кларнета in B, скрипки і фортепіано. 1990 р.
- Квартет для двох скрипок, альта і віолончелі № 2 у 3-х частинах. 1998 р.
- Тріо для флейти, фагота та фортепіано у 3-х частинах. 1999 р.
- «Інтермеццо» для струнного квартету. 2000 р.
- Дует для 2-х скрипок. 1999 р.
- Концертіно для скрипки і фортепіано. 1983 р.
- Соната для скрипки та фортепіано № 1 у 3-х частинах. 1988 р.
- Соната для скрипки та фортепіано № 2 у 4-х частинах. 1996 р.
- Соната для кларнета і фортепіано № 1 у 3-х частинах in B. 1986 р.
- Соната для кларнета та фортепіано № 2 (одночасна). 1990 р.
- Соната для віолончелі і фортепіано у 3-х частинах № 1.1985 р.
- Соната для віолончелі та фортепіано (одночастинна) № 2. 1995 р.
- Соната для флейти і фортепіано у 3-х частинах. 2001 р.
- Соната для альта і фортепіано № 1 у 3-х частинах. 1994 р.
- Соната для гобоя і фортепіано. 1988 р.
- Сонатина для тромбон і фортепіано. 1989 р.
- Тема з варіаціями для скрипки і фортепіано. 1990 р.
- Варіації для валторни та фортепіано. 1998 р.
- Фантазія для альта і фортепіано. 1997 р.
- Інтермеццо для альта і фортепіано. 1985 р.
- Інтермеццо для гобоя і фортепіано. 1986 р.
- «Легенда» для тромбона і фортепіано. 1986 р.
- Андантіно і маленьке скерцо для фагота і фортепіано. 1988 р.
- «Капричіо» для двох фортепіано. 1985 р.
- «Міраж» для двох фортепіано у 3-х частинах. 2001 р.
- «Урочиста поема» для органу і брасом-квартету (2 труби, 2 тромбона). 1987 р.
- «Слов'янська рапсодія» для віолончелі та фортепіано. 2001 р.
- Інтермеццо для скрипки і фортепіано.2002 р.
- Романс для скрипки і фортепіано. 2003 р.
- «Солоспів» для скрипки і фортепіано. 2005 р.
- «Приношення» для кларнета і фортепіано. 2005 р.
- «БИТВА мозаїки» для домри і фортепіано. 2005 р.
- «Пробудження» для флейти, кларнета, скрипки, віолончелі та фортепіано. 2005 р.
- Сюїта для віолончелі та фортепіано в 4-х частинах. 2005 р.
- Драматичне скерцо для віолончелі та фортепіано. 2005 р.
- Варіації для кларнета і фортепіано. 2006 р.
- Дует для скрипки і віолончелі. 2006 р.

### Твори для фортепіано
- Поліфонічна сюїта: прелюдія, канон, фуга і пасакалія.
- Поліфонічні твори: Маленька прелюдія і фугетта; Дві прелюдії і фуги для фортепіано.
- Прелюдія і фуга для фортепіано H-dur.
- Соната № 1 для фортепіано у 3-х частинах.
- Соната № 2 для фортепіано в 4-х частинах.
- Соната № 3 для фортепіано в 4-х частинах
- Соната № 4 для фортепіано у 3-х частинах.
- Сонатина для фортепіано.
- «Ліричні сторінки» — 10 п'єс для фортепіано.
- «Ранкові пейзажі» — 5 п'єс для фортепіано.
- «Мозаїка» — 5 п'єс для фортепіано.
- «Казка» — п'єса для фортепіано.
- "Сім п'єс для фортепіано в сріблястих тонах.
- 5 п'єс для фортепіано.
- 5 п'єс для фортепіано.
- Дитячі п'єси для фортепіано: 4 п'єси для найменших; 2 п'єси.
- Фортепіанний цикл «Російські картини» (3 п'єси).
- Поліфонічна сюїта для дітей та юнацтва.
- Поліфонічні п'єси для дітей та юнацтва.
- 12 характерних етюдів для фортепіано.
- 10 п'єс для фортепіано для самих маленьких.

## Інші інструментальні твори
- «Слобожанська мозаїка» для домри. 2006 р.

### Вокальні твори
- Вокальний цикл (4 романси на слова білоруських поетів. 1977 р.
- Вокальний цикл (4 романси на слова О. Блока. 1990 р.
- Три романси на слова І. Нікітіна. 1998 р.
- «Осінь» — хор на слова В. Сосюри. 1999 р.

## Записи
- 1 Video CD «Роздуми» для тромбона і камерного оркестру — Video CD; виконавець А. Федорков і Харківський Слобожанський оркестр. 2000 р. 10 хв.
- 2. Audio CD «Тріо пам'яті Д. Клебанова» для кларнета, скрипки та фортепіано. Виконавці: Сергій Низкодуб — кларнет; Олексій Сидоренко — скрипка; Марина Миколаєва — фортепіано. Харків 1996 р.
- 3. Audio CD фортепіанні твори: «Мозаїка» — 5 п'єс; «Ранкові пейзажі» — 5 п'єс; Соната № 2. Виконує автор Харків 1998 р.
- 4. Audio CD Твори для фортепіано та 2-х фортепіано: Прелюдія і фуга Сі мажор; Соната № 3; Сонати сі бемоль мажор, «Казка», «Міраж» цикл для 2-х фортепіано у 3-х частинах; «Капричіо» для 2-х фортепіано. Виконує автор, партія другого рояля — А. Кононова. Харків 2000 р.
- 5. Комп'ютерні записи всіх творів, починаючи з 2001 року.